# Ktyr kerzhneri
Ktyr kerzhneri là một loài ruồi trong họ Asilidae. Ktyr kerzhneri được Lehr miêu tả năm 1972. Loài này phân bố ở vùng Cổ Bắc giới và châu Á.